# Crucea de piatră din parcul Obor
Crucea de piatră din parcul Obor este un monument istoric aflat pe teritoriul municipiului București.